# Строкатов, Анатолий Викторович
Анатолий Викторович Строкатов (р.10 марта 1955) — советский игрок в настольный теннис, призёр чемпионатов мира и Европы, шестикратный чемпион СССР, Мастер спорта СССР международного класса.

## Биография
Родился 10 марта 1955 года во Львове. В начале 1967 года пришел тренироваться в ДСО «Динамо» к Феликсу Савранскому. Стал мастером спорта по настольному теннису в 1969 году. В 1970 занял третье место в личных соревнованиях на юношеском первенстве Европы в Тиссайде (Англия). В 1971 году в Остенде (Бельгия) стал абсолютным чемпионом Европы среди юношей (завоевал золотые медали во всех видах состязаний — в личном, парном, смешанном, командном разрядах) — впервые в истории советского настольного тенниса. На чемпионате Европы среди юношей в 1972 году в Вэйле (Дания) завоевал серебряную медаль в личном разряде и золотые медали в парном и смешанном разрядах.
В 1974 году впервые попал в призёры на чемпионате СССР по настольному теннису, в 1976 году впервые стал чемпионом СССР в личном разряде. Всего Анатолий Строкатов завоевал на чемпионатах СССР 21 медаль — из них 6 золотых (2 в личном разряде, 3 в парном разряде и 1 в смешанном разряде), 6 серебряных и 9 бронзовых медалей. Является двукратным чемпионом СССР среди юношей в личном разряде (1971, 1972).
Обладатель Кубка СССР в 1984 году в составе ЦСКА (Москва).
В 1973 году на чемпионате мира в Сараево (Югославия) завоевал серебряную медаль в смешанном разряде (в паре с Астой Гедрайтите). В 1976 году в Праге завоевал серебряную медаль чемпионата Европы в личном разряде. Стал первым советским игроком, вышедшим в финал личных соревнований среди мужчин на чемпионатах Европы. В 1978 году в Дуйсбурге (ФРГ) завоевал бронзовую медаль чемпионата Европы в смешанном разряде (в паре с Валентиной Поповой).
Является победителем Открытых чемпионатов Франции (1971), Ирландии (1974), Африки (1976), Великобритании (1975, 1977), а также Всемирной Универсиады среди студентов (1972) и Европейской лиги (сезон 1971 / 1972 — в составе сборной СССР).
В сборной СССР — с 1971 по 1984 год.
Наивысшее место в европейском рейтинге — 2-е (1976). Наивысшее место в мировом рейтинге — 7-е (1976).
Участвовал в 1975—1978 г.г. в турнире «ТОП-12» среди 12-ти лучших по рейтингу игроков Европы: лучший результат — 6-е место (1976, 1977).
В 1986 году (перед чемпионатом Европы по настольному теннису в Праге и во время его) работал тренером сборной Чехословакии.
После распада СССР стал гражданином Украины.
Закончил спортивную карьеру в 1993 году, после чего занялся бизнесом.
С 2009 года во Львове проводится международный турнир по настольному теннису «Кубок Строкатова».